# Sapera

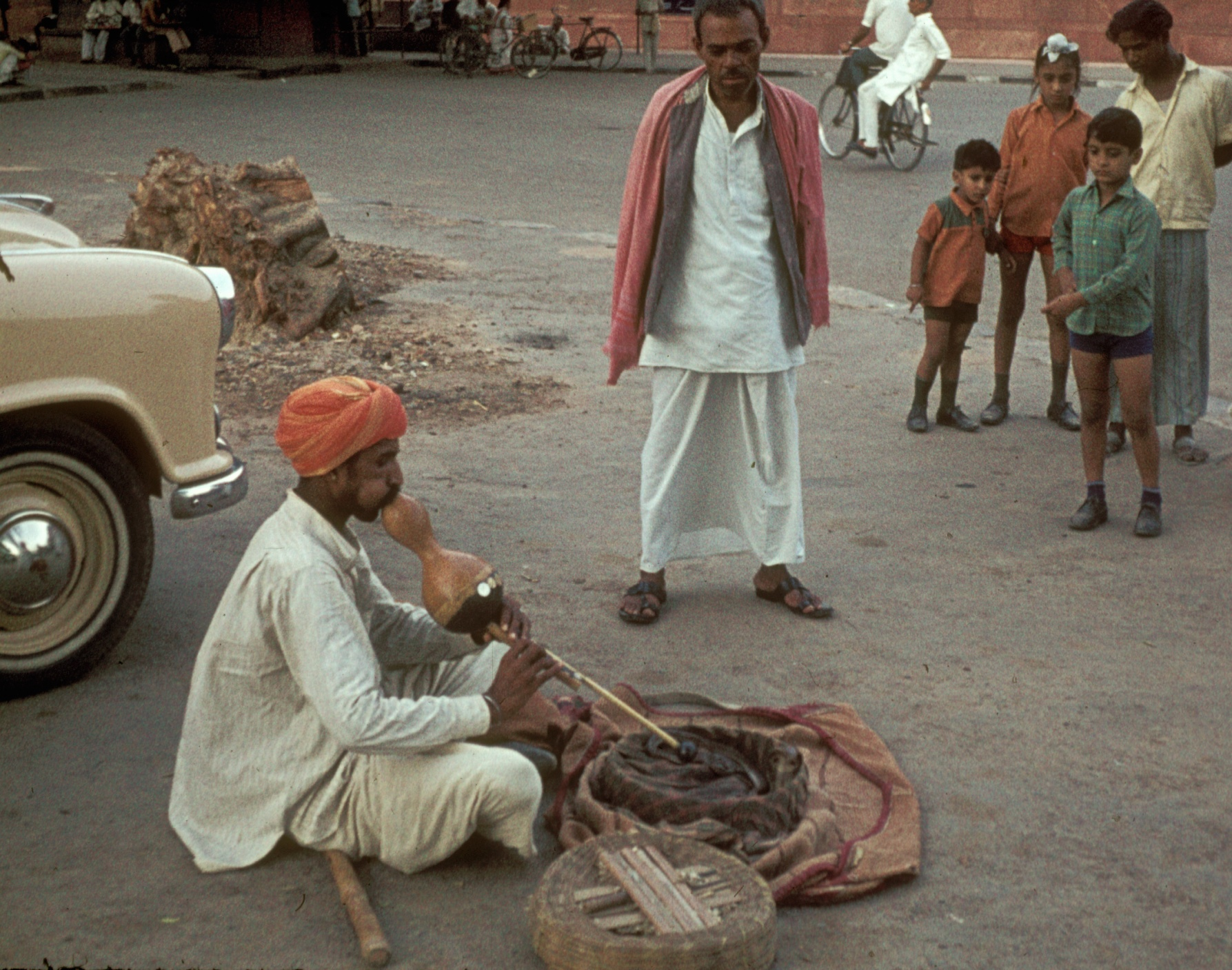
Sapera

Sapera (z hindi: सांप sap "wąż") – kasta (jedna z tzw. scheduled castes) w Indiach, której członkowie tradycyjnie zajmują się zawodowo pracami związanymi w jakiś sposób z wężami: bywają najczęściej zaklinaczami bądź łowcami węży. Z racji zawodu który związany jest ze skórami i śmiercią zwierząt uważani są za kastę nieczystą, niemniej jednak cieszą się pewnym prestiżem ze względu na ryzyko i użyteczność. Bywają wzywani, gdy trzeba pozbyć się węża z domu lub usunąć truciznę, w przypadku ukąszenia przez węża. Ich znajomość ziół leczniczych jest bardzo ceniona zwłaszcza w odległych regionach wiejskich, gdzie zwykła pomoc medyczna jest rzadkością.
Sapera jako uliczni zaklinacze węży są często spotykani na ulicach miast północnoindyjskich, pomimo wprowadzonego zakazu tego typu przedstawień. Instrument muzyczny wykorzystywany w tej działalności nosi nazwę pungi lub been.